# Louisa Models
Louisa Models ist eine große deutsche Modelagentur. Sie wurde 1981 von Louisa von Minckwitz in München gegründet. 1990 erfolgte die Gründung einer Dependance in Hamburg.
Louisa Models vertritt über 380 Frauen und 250 Männer. Zu den Models der Agentur gehörten Catherine Flemming, Erol Sander, Christiane Paul, Andrea Kempter, Monica Bellucci, Elle Macpherson, Izabel Goulart, Daniela Peštová, Eva Padberg und Valerie Niehaus. Julia Stegner wurde im Alter von 14 Jahren von Louisa von Minckwitz auf dem Münchner Oktoberfest 1999 entdeckt und von ihr unter Vertrag genommen. Jana Beller ist seit 2011 unter Vertrag.